# Gawain Jones
Gawain Jones (Keighley, 11 dicembre 1987) è uno scacchista britannico, grande maestro.
Ha vissuto in Italia, Irlanda, Australia e Nuova Zelanda. Nel 2010 è tornato in Inghilterra e si è stabilito a Londra, dove si è dedicato a una carriera di professionista degli scacchi; attualmente risiede a Sheffield.
Tra il 2001 e il 2003 è stato seguito dall'Associazione scacchistica Lucchese, diretta dall'istruttore nazionale FSI Riccardo Del Dotto. Ha successivamente ottenuto il titolo di Maestro Internazionale nel 2004, e di Grande maestro nel 2007. Nel 2012 ha vinto il Campionato britannico a North Shields, ripetendosi nel 2017 a Llandudno battendo agli spareggi rapid Luke McShane.
Ha rappresentato l'Inghilterra per sei volte nelle Olimpiadi: Dresda 2008, Chanty-Mansijsk 2010, Istanbul 2012, Tromsø 2014, Baku 2016 e Batumi 2018; ha ottenuto complessivamente 19 vittorie, 27 patte, 10 sconfitte..
Ha vinto per tre volte (2012, 2017 e 2024) il Campionato britannico.
Raggiunge il proprio record nella lista Elo di giugno 2019 con 2709 punti, 32º al mondo e 1º tra i giocatori inglesi, superando la soglia dei 2700 punti che informalmente definisce i SuperGM.
Altri risultati:
- 2005 :  vince il torneo di Copenaghen;
- 2007 :  vince i tornei di Porto San Giorgio e di La Laguna; 2º a Pola, dietro a Robert Zelčić;
- 2008 :  vince i tornei di Sydney, Maastricht e Paignton;
- 2009 :  vince i tornei di Auckland e di Canberra;
- 2010 :  vince i tornei di Wellington, Auckland e Sydney;
- 2010 :  vince il "London Chess Classic Open" di Londra;
- 2011 :  vince il campionato del Commonwealth a Ekurhuleni in Sudafrica, superando Nigel Short nello spareggio;[7]
- 2013 :  vince l'88º torneo di Hastings;[8]
- 2017 :  vince il Tata Steel Challengers con 9 punti su 13, qualificandosi per il Masters del Torneo di scacchi di Wijk aan Zee 2018 .[9]
- 2018 :  si classifica 3º al Campionato europeo individuale di scacchi.
- 2019 :  in marzo partecipa con l'Inghilterra al Campionato del Mondo a squadre vincendo la medaglia d'argento.[10] in aprile si classifica 4º nel Reykjavík Open con 7 punti su 9, a pari merito con altri sette giocatori, il torneo verrà vinto grazie allo spareggio tecnico da Constantin Lupulescu[11]. In maggio a Bressanone vince il Campionato italiano di scacchi a squadre con la squadra del Obiettivo Risarcimento Padova. Nello stesso mese vince il TePe Sigeman con il punteggio di 5 su 7 (+3 =4 -0).[12] In novembre vince a Dulcigno la 35^ European Club Cup con la squadra del Obiettivo Risarcimento Padova.[13]
- 2024:  in dicembre vince il torneo London Chess Classic.